# PVM (format pliku)
PVM – format pliku będącego biblioteką plików PVR, tekstur używanych w wielu grach na konsolę Dreamcast firmy Sega oraz grach na inne platformy tej samej firmy lub firm z nią związanych.

## Struktura pliku
Nagłówek pliku PVM wygląda następująco:
| Offset względem początku pliku | Rozmiar w bajtach | Nazwa    | Opis zawartości                                             |
| ------------------------------ | ----------------- | -------- | ----------------------------------------------------------- |
| 0                              | 4                 | pvmSig   | Sygnatura pliku, zawsze przyjmuje wartość PVMH (PVM header) |
| 4                              | 4                 | pvmhSize | Długość nagłówka pliku w bajtach (nie licząc sygnatury)     |
| 8                              | 1                 | pvmType  | Bajt reprezentujący typ pliku (09 - prosty, 0f - pełny)     |
| 9                              | 1                 | pvmFlag  | Jeśli prawda będą podawane nazwy plików PVR                 |
| 10                             | 2                 | pvmNoF   | Liczba plików w bibliotece PVM                              |

Następnie po nagłówku występują wpisy dla każdego pliku PVR:
| Offset względem początku wpisu | Rozmiar w bajtach | Nazwa   | Opis zawartości               |
| ------------------------------ | ----------------- | ------- | ----------------------------- |
| 0                              | 2                 | pvrNo   | Numer wpisu (zaczynając od 0) |
| 2                              | 28                | pvrName | Nazwa pliku PVR w bibliotece  |
| 30                             | 4                 | pvrSize | Rozmiar pliku PVR w bajtach   |

Następnie po wpisach po kolei znajdują się pliki PVR

## Biblioteka tekstur a jej wykorzystanie
Plik PVM jest najczęściej używany jako biblioteka tekstur, jednak nie jest to jego jedyne zastosowanie. W niektórych grach jest wykorzystywany jako po prostu biblioteka plików (np. w grze Shenmue pliki PVM oprócz tekstur mogą zawierać dane dotyczące dialogów itp.). Jednak ze względu na dominujące wykorzystanie PVM jako zbioru tekstur, to zastosowanie przyjmuje się jako jego definicję.